# Om (digramme)
Cette page contient des caractères spéciaux ou non latins. S’ils s’affichent mal (▯, ?, etc.), consultez la page d’aide Unicode.
Pour les articles homonymes, voir OM.
Om (minuscule om) est un digramme de l'alphabet latin composé d'un O et d'un M. 

## Linguistique
- En français le digramme « om » représente généralement, devant m b ou p, une voyelle mi-ouverte postérieure arrondie nasalisée ([ɔ̃] dans l’API). Devant n'importe quelle autre consonne ou en fin de mot, c'est le digramme « on »  qui représente la voyelle mi-ouverte postérieure arrondie nasalisée.
- En portugais le digramme « om » représente généralement une voyelle mi-fermée postérieure arrondie nasalisée ([õ] dans l'API).

## Représentation informatique
Comme la majorité des digrammes, il n'existe aucun encodage de « Om » sous un seul signe, il est toujours réalisé en accolant les lettres O et M.